# Трговински судови Републике Хрватске
Трговински судови Републике Хрватске (хрв. trgovački sudovi Republike Hrvatske) првостепени су специјализовани судови у Хрватској.
Највиши трговински суд је Високи трговински суд Републике Хрватске са сједиштем у Загребу.

## Организација
Унутар трговинских судова постоје одјељења (хрв. odjeli). Она се установљавају када има више судских вијећа односно судија појединаца који одлучују о стварима из једног или више сродних правних подручја. У састав одјељења улазе судије које о тим стварима одлучују. Трговински суд у Загребу има четири одјељења: Парнично, Стечајно, Извршно и Регистарско. Свако одјељење има свога предсједника, а они своје замјенике.
Сједишта и подручје надлежности трговинских судова су:
- Трговински суд у Бјеловару за подручја Бјеловарско-билогорске и Вировитичко-подравске жупаније;
- Трговински суд у Осијеку за подручја Осјечко-барањске, Вуковарско-сријемске, Бродско-посавске и Пожешко-славонске жупаније;
- Трговински суд у Ријеци за подручја Приморско-горанске, Истарске и Личко-сењске жупаније;
- Трговински суд у Сплиту за подручја Сплитско-далматинске и Дубровачко-неретванске жупаније;
- Трговински суд у Вараждину за подручја Вараждинске, Међимурске и Копривничко-крижевачке жупаније;
- Трговински суд у Задру за подручја Задарске и Шибенско-книнске жупаније;
- Трговински суд у Загребу за подручја Карловачке, Сисачко-мославачке, Крапинско-загорске и Загребачке жупаније и Града Загреба.

Високи трговински суд Републике Хрватске за подручје цјелокупне Хрватске има сједиште у Загребу.

## Надлежност
Трговински судови поступају у регистарским стварима и воде судске регистре, одлучују о уписима у уписник бродова и јахти у оним стварима које су Поморским закоником стављене у надлежност трговинског суда, ограничењу одговорности бродара, приговорима против коначне диобене основе за ликвидацију заједничке хаварије, одлучују о предлозима у вези са оснивањем, радом и престанком трговинског друштва, одлучују у ванпарничним стварима прописаним Законом о трговинским друштвима, спроводе поступак признања иностраних судских одлука, као и арбитражних одлука у трговинским споровима, спроводе обезбјеђење доказа за поступке за које су иначе надлежни, одређују мјере безбједности у поступцима и поводом поступака у којима су иначе надлежни, одлучују о предлозима за отварање стечајног поступка и спроводе стечајне поступке, обављају послове међународне правне помоћи у извођењу доказа у трговинским стварима.
Високи трговински суд Републике Хрватске одлучује о жалбама против одлука које су у првом степену донијели трговински судови и рјешава сукоб мјесне надлежности између трговинских судова те одлучује о делегацији надлежности између трговинских судова.

## Историјат
Ступањем на снагу Закона о привредним судовима (27. септембар 1954) тадашња Републичка државна арбитража је постала Виши привредни суд. Широм НР Хрватске било је више окружних привредних судова.
До 22. јануара 1994. окружни привредни судови су постојали у Бјеловару, Карловцу, Осијеку, Ријеци, Славонском Броду, Сплиту, Вараждину и Загребу. Републички Виши привредни суд је имао сједиште у Загребу. Тада су окружни привредни судови преименовани у трговинске судове, док је Виши привредни суд СР Хрватске још раније назван Високи трговински суд Републике Хрватске. Иста мјесна организација је остала до 16. јула 1997.
Од 1997. до 2010. трговински судови су постојали у Бјеловару, Дубровнику, Карловцу, Осијеку, Пазину, Ријеци, Сиску, Славонском Броду, Сплиту, Шибенику, Вараждину, Задру и Загребу. Републички Високи трговински суд Републике Хрватске је имао сједиште у Загребу.